# Simón Lázara
Simón Alberto Lázara (Buenos Aires, 12 de abril de 1943-id., 28 de abril de 2000) fue un luchador militante y político argentino. Defensor de los Derechos Humanos. Fundador junto a R. Alfonsín, Alfredo Bravo y otras grandes personalidades de la Asamblea Permanente por los Derechos Humanos (APDH) en las oscuras y dolientes épocas de la última dictadura militar argentina. Se hizo conocido por fundar el Partido Socialista Unificado en 1982. 

## Trayectoria
Fue concejal de la Ciudad de Buenos Aires (1973-1976) y Diputado de la Nación (1987-1991). Miembro de la Asamblea Permanente por los Derechos Humanos, ocupa una de sus vicepresidencias. Ha sido vocero del expresidente Raúl Alfonsín (1993-1995) y desempeñó la Secretaría de Derechos Humanos del gabinete de la Unión Cívica Radical, partido al que se afilia sobre el final de la década de 1980.
Es autor de numerosos folletos y participó en diversas publicaciones colectivas sobre temas de derechos humanos. Autor de los libros «Censura y dependencia» (1974), «Rosismo y antirrosismo: visión de Ia historia» (1975), «La doctrina de La seguridad nacional» (1981), «Propuesta socialista frente a La crisis argentina» (1982), «Poder militar. Origen, apogeo y transición» (1988). Y su última obra escrita "El Asalto al Poder"
Una ley argentina elaborada, trabajada y desarrollada por él lleva su nombre: Ley Lázara sancionada en 1991, durante su elección como Diputado de la Nación (1987-1991).
Destacado miembro de la masonería argentina, se incorporó en ella en la porteña logia "Sol de Mayo N° 8, la que llegó a presidir. Fue disertante en diferentes conferencias brindadas al público general en la sede de la Gran Logia Argentina. 
Falleció el 28 de abril de 2000 a los 58 años.